# نابکاران آسوده نخواهند ماند
نابکاران آسوده نخواهند ماند (اسپانیایی: No habrá paz para los malvados‎) یک فیلم نوآر دلهره‌آور اسپانیایی به کارگردانی انریکه اوربیسو است که در سال ۲۰۱۱ منتشر و در همان سال برندهٔ چند جایزهٔ گویا، از جمله جایزه گویا برای بهترین فیلم، «جایزه گویا برای بهترین فیلم‌نامه غیراقتباسی»، «جایزه گویا بهترین بازیگر مرد» و «جایزه گویا برای بهترین کارگردانی» شد. خوزه کرونادو توانست در بیست و یکمین دورهٔ اهدای «جوایز اتحادیه بازیگران مرد و زن اسپانیا» برندهٔ جایزهٔ «بهترین بازیگر مرد نقش اصلی» شود.
سیلوستر استالونه پس از دیدن این فیلم، ابراز علاقه نمود تا یک نسخهٔ آمریکایی این فیلم را بسازد.

## گزیدهٔ بازیگران
- خوزه کرونادو در نقش سانتوس ترینیداد[۸]
- النا میکل در نقش چاکون[۸]
- خوانخو آرترو در نقش لیوا[۸]
- رودولفو سانچو در نقش رودولفو[۸]
- کریم الکرم در نقش جوان خوش‌تیپ[۸]
- یونس بشیر در نقش رشید[۸]